# احتفالية فلسطين للأدب
احتفالية فلسطين للأدب مهرجان أدبي هو الأول من نوعه في الأراضي الفلسطينية اُقيمت دورته الأولى عام 2008 في رام الله، وعدة مدن فلسطينية أخرى منها القدس وبيت لحم، احتفالاً بتراث فلسطين الثقافي، وتضامنا مع الشعب الفلسطيني في الذكرى الستين للنكبة. شارك فيه 17 كاتبا عالميا في احتفالية أدبية عالمية، مستلهما كلمات المفكر الفلسطيني الراحل الكبير إدوارد سعيد، الذي نادى بأن «تتصدى قوة الثقافة لثقافة القوة». وحسب جريدة الجارديان البريطانية سوف يكون هذا الحدث سنويا.

## المشاركة
يشارك في الاحتفالية مجموعة من الأدباء والشعراء العالميين والعرب والفلسطينيين. كذلك عدد كبير من طلاب جامعات فلسطينية كجامعة بيرزيت وجامعة بيت لحم، حيث تتم هذه الفعاليات في عدة مراكز ثقافية فلسطينية في الضفة الغربية منها المسرح الوطني الفلسطيني - القدس، ومسرح القصبة - رام الله، ودار الندوة - بيت لحم، ومتحف دار الطفل العربي - القدس، ومسرح الحرية - جنين.

## مشاكل وصعوبات
واجه المهرجان صعوبات كثيرة وضعهتا إسرائيل بوجه الجمهور الفلسطيني والأجنبي، تقول الكاتبة أهداف سويف، رئيسة مؤسسة Engaged Events المنظمة للاحتفالية، «إننا في أول عام تتحقق فيه هذه الاحتفالية الأدبية لا نستطيع أن نقول أننا أتينا إلى فلسطين حاملين كل ما نود حمله، فلن نستطيع أن نزور كل المدن التي نحب أن نزورها، ولا أن نلتقي كل الناس الذين نود أن نلتقيهم. لكننا نأمل أن تكون هذه الاحتفالية، للعام 2008، باكورة فعاليات ثقافية نقيمها مع شركائنا الفلسطينيين، ونتطلع إلى اليوم الذي تقام فيه هذه الفعاليات في مدن فلسطينية تتمتع بالحرية».
رعت الاحتفالية عدة منظمات ومؤسسات دولية مثل «المجمع الدولي للبحوث العلمية» وجمعية الأدب العالمي في اسطنبول.

## وصلات خارجية
- الموقع الرسمي.
- أهداف سويف / الجارديان  - كاتبة، ورئيسة مؤسسة Engaged Events البريطانية المنظمة للمهرجان (22.5.08)
- إيان جاك / الجارديان  (17.5.08)